# Östtimor i olympiska sommarspelen 2020
Östtimor deltog med en trupp på tre idrottare vid de olympiska sommarspelen 2020 i Tokyo som hölls mellan den 23 juli och 8 augusti 2021 efter att ha blivit framflyttad ett år på grund av coronaviruspandemin. Det var femte raka sommar-OS som Östtimor deltog vid. Ingen av landets deltagare erövrade någon medalj.

## Friidrott
Förkortningar
- Notera– Placeringar avser endast det specifika heatet.
- Q = Tog sig vidare till nästa omgång
- q = Tog sig vidare till nästa omgång som den snabbaste förloraren eller, i teknikgrenarna, genom placering utan att nå kvalgränsen
- i.u. = Omgången fanns inte i grenen
- Bye = Idrottaren behövde inte tävla i omgången

Gång- och löpgrenar
| Idrottare          | Gren              | Heat         | Heat      | Semifinal        | Semifinal        | Final            | Final            |
| Idrottare          | Gren              | Resultat     | Placering | Resultat         | Placering        | Resultat         | Placering        |
| ------------------ | ----------------- | ------------ | --------- | ---------------- | ---------------- | ---------------- | ---------------- |
| Felisberto de Deus | Herrarnas 1 500 m | 3.51,03 0NR0 | 16        | Gick inte vidare | Gick inte vidare | Gick inte vidare | Gick inte vidare |

## Simning
| Idrottare            | Gren                  | Heat  | Heat      | Semifinal        | Semifinal        | Final            | Final            |
| Idrottare            | Gren                  | Tid   | Placering | Tid              | Placering        | Tid              | Placering        |
| -------------------- | --------------------- | ----- | --------- | ---------------- | ---------------- | ---------------- | ---------------- |
| José da Silva Viegas | Herrarnas 50 m frisim | 28,59 | 72        | Gick inte vidare | Gick inte vidare | Gick inte vidare | Gick inte vidare |
| Imelda Ximenes Belo  | Damernas 50 m frisim  | 32,89 | 78        | Gick inte vidare | Gick inte vidare | Gick inte vidare | Gick inte vidare |